# لفراي (القليعة)
لفراي هو دُوَّار يقع بجماعة القليعة، عمالة إنزكان آيت ملول، جهة سوس ماسة في المملكة المغربية. ينتمي الدوّار لمشيخة القليعة التي تضم 4 دواوير. يقدر عدد سكانه بـ 162 نسمة حسب الإحصاء الرسمي للسكان والسكنى لسنة 2004.

## روابط خارجية
- البوابة الوطنية للجماعات الترابية نسخة محفوظة 12 مارس 2018 على موقع واي باك مشين.
- المندوبية السامية للتخطيط